# 滑川電報電話局

1964年（昭和39年）頃の滑川電報電話局（田中町）。なお1965年（昭和40年）には新局舎が寺家町に完成している

滑川電報電話局（なめりかわでんぽうでんわきょく）は、富山県滑川市寺家町にあった電気通信省、日本電信電話公社及び日本電信電話の電報電話局。公社時代は北陸電気通信局富山電気通信部の管轄下にあった。

## 概要
滑川電報電話局は、1949年（昭和24年）6月1日に電気通信省設置法（昭和23年法律第245号）に基づき官制を改めた際に開設された。1985年（昭和60年）4月1日の民営化後もしばらく電報電話局の名称が用いられたが、1989年（平成元年）4月1日より全国的に電話局及び電報電話局は支店、あるいは営業所と改称された。
1964年（昭和39年）当時は内部機構として業務課、電話運用課、施設課及び庶務課を有した。

## 歴史
滑川電報電話局開設前の事項については、滑川郵便局の項目を参照のこと。
- 1949年（昭和24年）6月1日 - 中新川郡滑川町に滑川電報電話局を開設する[2]。
- 1950年（昭和25年）4月 - 中新川郡滑川町田中町に局舎を新築する[8][9]。
- 1951年（昭和26年）3月 - 電話交換方式を磁石式から共電式に改める[10]。
- 1952年（昭和27年）11月 - 業務課、施設課及び庶務係を設置する[8]。
- 1954年（昭和29年）
  - 3月1日 - 中加積郵便局において電話交換業務を廃止し、その業務を滑川電報電話局に移管する[11]。
  - 3月25日 - 金沢電報局において電報中継機械化を実施し、滑川電報電話局はその加入局となる[12]。
- 1955年（昭和30年）9月1日 - 浜加積郵便局において電報配達業務を廃止し、その業務を東加積郵便局及び滑川電報電話局に移管する[13]。
- 1956年（昭和31年）3月 - 庶務係を庶務課に改める[8]。
- 1958年（昭和33年）10月10日 - 滑川郵便局より滑川電報電話局へ電信為替の業務の一部を委託する[14]。
- 1961年（昭和36年）5月13日 - 滑川市議会が市有地を電報電話局局舎用地として日本電信電話公社に売却することを可決する[15]。
- 1965年（昭和40年）
  - 9月6日 - 中加積郵便局において和文電報配達業務を廃止し、その業務を滑川電報電話局に移管する[16]。
  - 12月12日 - 滑川市寺家町に新局舎が完成し、市内ダイヤル電話即時化を達成する[17][18]。
- 1968年（昭和43年）10月26日 - 東加積郵便局において和文電報配達業務を廃止し、その業務を滑川電報電話局に移管する[19]。
- 1985年（昭和60年）4月1日 - 電電改革により日本電信電話公社は民営化され、日本電信電話株式会社が発足する[20]。
- 1989年（平成元年）4月1日 - 各電話局はその名称を廃止し、支店、あるいは営業所等と改称される[21][22]。

## 脚註
1. ↑  滑川市役所総務部編、『近代百年のあゆみ眼でみる滑川市』（82頁）、1978年（昭和58年）11月、滑川市役所総務部
2. 1 2  昭和24年電気通信省告示第72号（『官報』、1949年（昭和24年）10月18日）
3. ↑  「姉妹局レポート 北と南のパワーを合わせよう」、『NTTぷらざ』第39巻第9号通巻457号所収（6から7頁）、1987年（昭和62年）8月、日本電信電話
4. ↑  総務庁統計局編、『事業所名鑑索引 昭和63年版』（438頁）、1988年（昭和63年）12月、総務庁統計局
5. ↑  “電話局の名称を支店・営業所に変更”.   日本電信電話. 2024年（令和6年）3月6日閲覧。
6. ↑  「NTT、地方組織再編を4月1日実施へ――総支社全廃、電話局を｢支店｣｢営業所｣に」、『官界通信』第1867号所収（12から13頁）、1989年（平成元年）3月、官界通信社
7. ↑  日本電信電話公社北陸電気通信局編、『北陸の電信電話 その九十年の歩み』（412頁）、1964年（昭和39年）10月、日本電信電話公社北陸電気通信局
8. 1 2 3  日本電信電話公社北陸電気通信局編、『北陸の電信電話 その九十年の歩み』（466頁）、1964年（昭和39年）10月、日本電信電話公社北陸電気通信局
9. ↑  滑川市役所総務部編、『市制25周年 近代百年のあゆみ 目で見る滑川市』（11頁）、1978年（昭和53年）11月、滑川市役所総務部
10. ↑  日本電信電話公社北陸電気通信局編、『北陸の電信電話 その九十年の歩み』（581頁）、1964年（昭和39年）10月、日本電信電話公社北陸電気通信局
11. ↑  昭和29年郵政省告示第437号（『官報』、1954年（昭和29年）3月30日）
12. ↑  日本電信電話公社北陸電気通信局編、『北陸の電信電話 その九十年の歩み』（584頁）、1964年（昭和39年）10月、日本電信電話公社北陸電気通信局
13. ↑  昭和30年郵政省告示第1091号（『官報』、1955年（昭和30年）9月28日）
14. ↑  昭和33年郵政省告示第989号（『官報』、1958年（昭和33年）9月23日）
15. ↑  “所蔵資料紹介 Vol.10 滑川市公会堂”.   滑川市. 2024年（令和6年）3月13日閲覧。
16. ↑  昭和40年郵政省告示第563号（『官報』、1965年（昭和40年）8月6日）
17. ↑  滑川市役所総務部編、『近代百年のあゆみ眼でみる滑川市』（82頁）、1978年（昭和58年）11月、滑川市役所総務部
18. ↑  「あすから自動化 滑川報話局舎と新設備完成」、『北日本新聞』朝刊7面、1965年（昭和40年）12月11日、北日本新聞社
19. ↑  昭和43年郵政省告示第844号（『官報』、1968年（昭和43年）10月17日）
20. ↑  内閣制度百年史編纂委員会編、『内閣制度百年史 上巻』（558から560頁）、1985年（昭和60年）12月、大蔵省印刷局
21. ↑  “電話局の名称を支店・営業所に変更”.   日本電信電話. 2024年（令和6年）3月6日閲覧。
22. ↑  「NTT、地方組織再編を4月1日実施へ――総支社全廃、電話局を｢支店｣｢営業所｣に」、『官界通信』第1867号所収（12から13頁）、1989年（平成元年）3月、官界通信社